# پارک ملی تئودور روزولت
پارک ملی تئودور روزولت (به انگلیسی: Theodore Roosevelt National Park) پارکی طبیعی در ایالت داکوتای شمالی در ایالات متحده آمریکا است.
این پارک ۲۸۵ کیلومتر مربع وسعت دارد.

## وب‌گاه‌های مربوطه
- وب‌گاه رسمی